# In Our Lifetime (Marvin Gaye)
In Our Lifetime è il sedicesimo album in studio del cantante statunitense Marvin Gaye, pubblicato nel 1981.

## Tracce
Tutte le tracce sono state scritte, composte, arrangiate e prodotte da Marvin Gaye.

Lato A
1. Praise – 4:51
2. Life Is for Learning – 3:39
3. Love Party – 4:58
4. Funk Me – 5:34

Lato B
1. Far Cry – 4:28
2. Love Me Now or Love Me Later – 4:59
3. Heavy Love Affair – 3:45
4. In Our Lifetime – 6:57